# Fred Gertz
Fred Gertz (* 16. April 1934 in Berlin; † 9. August 2009 bei Lehnitz, Oranienburg; eigentlich Fritz Räbiger) war ein deutscher Liedtexter und Lyriker. 

## Leben
Fred Gertz studierte Germanistik an der Humboldt-Universität zu Berlin und unterrichtete danach zunächst als Deutschlehrer, dann als wissenschaftlicher Mitarbeiter an der HU. Später ging er zum Rundfunk der DDR, wo er in der Unterhaltungsabteilung als Lektor und Redakteur tätig war. Als Schlagertexter hatte er seit Ende der 1950er Jahre erste Erfolge; seit 1973 war er freischaffender Autor. 
Unter seinem eigentlichen Namen Fritz Räbiger veröffentlichte er eine Reihe von Gedichten, von denen Mutter, wie weit ist es bis Vietnam und Chanson von der Trommel in den DDR-Schullesebüchern abgedruckt wurden. Bekannt wurde er unter seinem Pseudonym Fred Gertz als Texter für Schlager und Rockmusik unter anderem für Holger Biege (Sagte mal ein Dichter, Reichtum der Welt, Das eigene Gesicht, Als der Regen niederging), Gerd Christian (Sag’ ihr auch) und Gerd Michaelis Chor (Blau ist die Nacht). Besonders wichtig war die Zusammenarbeit mit Reinhard Lakomy, für den er viele Texte schrieb, unter anderem Das Haus, wo ich wohne, Mir doch egal, Heute bin ich allein. Gemeinsam mit Lakomy schrieb er auch eine Reihe von Liedern für andere Interpreten.
Für sein Chanson von der Trommel (interpretiert von Gerry Wolff) erhielt er 1957 den Internationalen Yvette-Guilbert-Preis. Für Die Sprache der Liebe ist leis, von Frank Schöbel interpretiert, errang er den Preis „Großer Schlager des Jahres 1972“. Mit dem zusammen mit Ralf Petersen geschriebenen Lied Damit es keine Tränen gibt gewannen Andreas Holm und Erika Janikowa 1967 den zweiten Platz beim Schlagerwettbewerb der DDR. Monika Hauff und Klaus-Dieter Henkler siegten 1975 beim Grand Prix de Paris mit dem Lakomy-Gertz-Titel Als ich dich heute wiedersah. Zudem schrieb Gertz die Liedertexte für Günter Reischs Film Nelken in Aspik (1976), zu dem Lakomy die Musik beisteuerte. Auch der Text der Kreis-Hymne Mein Oberhavelland stammt von ihm.
Bis zum Eintritt in den Ruhestand 1999 war Gertz Pressesprecher der Kreisverwaltung Oberhavel. Er betätigte sich auch als Herausgeber des Buches Zwischen Berlin und Mecklenburg … das Oberhavelland (1994).
Fred Gertz, der ein passionierter Segler war und ein eigenes Segelboot besaß, starb am 9. August 2009 bei einem Badeunfall im Lehnitzsee. Er hinterließ seine Frau Anneliese, zwei Kinder und drei Enkelkinder.

## Filmografie
- 1975: Der besondere Tag: Die Überraschung (Fernsehserie)
- 1976: Der besondere Tag: Tropfenträume